# Ghoti
Ghoti (pronunciada /fɪʃ/, igual que fish, 'pez') es una grafía o palabra imaginaria usada para ilustrar las irregularidades fonéticas del idioma inglés.

## Características
La creación de esta palabra se atribuye frecuentemente a George Bernard Shaw, aunque otros estudiosos creen improbable que él la haya originado. Se pronuncia fish y, de hecho, se le atribuye el mismo significado, "pez" en inglés (a propósito, las palabras "pez" y "fish" son cognados). Se le da tal pronunciación por las siguientes causas:
- "gh", /f/ como en laugh, /læːf, laːf/ (reír);
- "o", /ɪ/ como en women, /ˈwɪmɪn, ˈwɪmən/ (mujeres); y
- "ti", /ʃ/ como en nation, /ˈneɪʃən/ (nación).

Otra interpretación para su pronunciación es [  ] (o sea, silencio) debido a que esas letras no tienen sonido en ciertas palabras del inglés:
- "gh" como en night (noche);
- "o" como en people (gente);
- "t" como en ballet (la t es muda en esta palabra, al igual que en francés);
- "i" como en business (negocio).

Aunque ghoti se cita en ocasiones como motivo de una posible reforma del idioma inglés, en realidad ignora la importancia de la etimología y la forma de escribir de dicho idioma (otros arguyen precisamente esa ortografía como el motivo para la reforma): en efecto, el grafema "gh" nunca representa al fonema /f/ al inicio de la palabra y "ti" nunca representa /ʃ/ al final; de hecho, debe seguirle otra vocal diferente de "i" para que tenga tal sonido. La palabra women es la única en inglés donde la "o" representa un sonido /ɪ/. De todos modos, la palabra ghoti es un ejemplo (el más conocido) de la citada irregularidad.

## Otros ejemplos
Tomando que:
- ‹gh› se pronuncia como [p] en hiccough, 'hipo';
- ‹ough› como [ou] en dough, 'masa [de pan, etc.]';
- ‹phth› como [t] en phthisis, 'tisis';
- ‹eigh› como [ei] en neighbour, 'vecino';
- ‹tte› como [t] en gazette, 'revista, gacetín' y
- ‹eau› como [ou] en plateau, 'meseta';

entonces debería ser posible escribir la palabra inglesa potato ('papa' o 'patata' en español) de la siguiente forma: ghoughphtheightteeau.

### En inglés
- Para interpretaciones similares, ir a alphabet, del lingüista estadounidense John Higgins.
- How to pronounce "ghoti"
- Hau tu pranownse Inglish, an essay on spelling-to-sound rules that discusses "ghoti"
- "What is ghoti?" by Jim Scobbie

- Datos: Q1359881